# Hiệp định về rào cản kỹ thuật trong thương mại
Hiệp định về hàng rào kỹ thuật trong thương mại cũng được biết đến như là hiệp định TBT là một hiệp ước quốc tế của Tổ chức Thương mại Thế giới WTO, nó đã được đàm phán ở Uruguay đa số đã đồng ý về thuế quan và thương mại bắt đầu áp dụng từ năm 1995.